# شخض لونغي
شخض لونغي (الاسم العلمي:Justicia longii) هو نوع من النباتات يتبع جنس الشخض من الفصيلة الأقنتية.